# Cratere Reykholt
Reykholt  è un cratere sulla superficie di Marte.